# Diocèse de Gaborone
Le diocèse de Gaborone (en latin: Dioecesis Gaboronensis) est un diocèse de l'Église catholique romaine au Botswana et rattaché à la province ecclésiastique métropolitaine de Pretoria.

## Historique
La préfecture apostolique de Bechuanaland est créée en 1959, à partir de territoires du diocèse de Bulawayo en Zambie, du diocèse de Kimberley en Afrique du Sud et du vicariat apostolique de Windhoek en Namibie. 
La préfecture apostolique est élevée en diocèse de Gaberones en 1966. Il est alors suffragant de l'archidiocèse de Bloemfontein. Le diocèse est renommé diocèse de Gaborone en 1970.
En 1998, il perd une partie de son territoire pour établir le vicariat apostolique de Francistown (en). En 2007, il devient suffragant de l'archidiocèse de Pretoria.

## Géographie
La superficie du diocèse est de 174 821 km2. Il couvre le sud du pays. 

## Ordinaires

### Préfet apostolique de Bechuanaland
- Urban Charles Joseph Murphy, C.P. (24 avril 1959 - 5 août 1966), promu évêque

### Évêque de Gaberones
- Urban Charles Joseph Murphy, C.P. (5 août 1966 - 7 avril 1970), nommé évêque de Gaborone

### Évêques de Gaborone
- Urban Charles Joseph Murphy, C.P. (7 avril 1970 - 28 février 1981)
- Boniface Tshosa Setlalekgosi (30 novembre 1981 - 5 février 2009)
- Valentine Tsamma Seane (5 février 2009 - 9 août 2017)
  - Franklyn Nubuasha, S.V.D., administrateur apostolique (9 août 2017 - 2 octobre 2017)
- Franklyn Nubuasah, S.V.D. (depuis le 2 octobre 2017), archevêque ad personam depuis le 5 juillet 2021